# Токтакия
Токтакия (توقتاقيا‎) — хан Синей орды (восточной части Золотой Орды) в 1377 году.
Тохтакия — второй сын Урус-хана, который правил Синей Ордой, и на некоторое время захватывал верховную власть хана Золотой Орды. После гибели в 1376 году в сражении с Тохтамышем Кутлуг-Буги, старшего сына Урус-хана, остался следующим по возрасту наследником. Командовал войсками, посланными Урус-ханом против Тохтамыша при его повторном вторжении, и разбил армию Тохтамыша, после Казанчи-Бахадур ранил стрелой отступающего.
Конфликт между Урус-ханом и давно противостостоящим ему Тимуром (Тамерланом) (участвовавшим до этого в конфликте лишь опосредованно, выделяя для ведения войны под команду Тохтамышу часть своих войск) должен был вылиться в открытую вооружённую борьбу в 1377 году, уже при личном руководстве своими войсками. Однако Урус-хан неожиданно скончался, а Тимур, видимо, решил, что теперь необходимость в продолжении начатого было похода отпала и повернул свои войска назад, оставив своего союзника Тохтамыша довершать войну за обладание ханским престолом Золотой Орды. Токтакия же, хоть и наследовал своему отцу, но умер через два месяца. Его сменил следующий сын Урус-хана — Тимур-Малик.